# Дмитренко, Виталий Николаевич
Виталий Николаевич Дмитренко (1 апреля 1951, Пришиб, Полтавская область — 1 октября 2014, Кременчуг, Полтавская область) — советский футболист, нападающий.

## Биография
Родился 1 апреля 1951 года в селе Пришиб, возле Кременчуга.
Своей игрой в чемпионате Полтавской области привлёк внимание старшего тренера «Колоса» Виктора Носова. За полтавский клуб выступал 3 сезона, сыграл 51 матч, забил 3 гола.
В 1976 году вместе с Виктором Носовым перешёл в «Кривбасс». За 12 сезонов провёл 397 поединков, забил 123 мяча. Хорошо играл головой. Дмитренко является лучшим бомбардиром в истории «Кривбасса». Обладатель двух золотых медалей чемпионата УССР (1976, 1981). Занимает 11-е место в «Клубе Евгения Деревяги» — список самых результативных игроков чемпионата СССР (вторая лига).
В 1988 году завершил выступления в составе кременчугского «Кремня». Внёс весомый вклад в победу команды в чемпионате УССР среди коллективов физической культуры и повышение команды в украинскую зону второй лиги. В том же году получил звание «Мастер спорта СССР». Следующие три года работал начальником команды.
В 2010 году интернет-издание Football.ua признало Виталия Дмитренко лучшим игроком в истории криворожского «Кривбасса».
Окончил Кировоградский педагогический институт.
Умер 1 октября 2014 года на 64-м году жизни. Похоронен в селе Пришиб (Кременчугский район).